# Европейские инженерные соревнования BEST
EBEC (англ. European BEST Engineering Competition) — это ежегодные инженерные соревнования, проводимые студенческой организацией Board of European Students of Technology (BEST). EBEC проводится в 32 странах Европы с целью развития студентов, предлагая им возможность попробовать себя в решении теоретических или практических задач. Для участия в соревновании формируются команды из 4 человек, которым предлагается решить задачу в одной из двух междисциплинарных категорий: Team Design (командное конструирование) и Case Study (бизнес-кейс), — затрагивающие различные области техники и технологий.
EBEC объединяет студентов, университеты и компании в одно целое. Это взаимодействие направлено на раскрытие у студентов междисциплинарных знаний и внутреннего потенциала благодаря решению реальных технических и технологических задач и командному формату работы.
Проект EBEC является одним из сервисов BEST, который предоставляет дополнительное образование. Во время соревнований активные и любознательные студенты имеют возможность применить на практике знания, полученные в университете, познакомиться с потенциальными работодателями, развить креативность и навыки общения с людьми. EBEC способствует как поддержке и продвижению технического образования, так и взаимодействию людей в мультикультурной среде.
В 2016 году финальный раунд EBEC будет проводиться с 1 по 10 августа в Белграде (Сербия), В нём примут участие около 120 студентов.

## История
Идея создания соревнований была перенята у канадской студенческой организации Canadian Federation of Engineering Students (CFES) . Представители BEST в 2002 году посетили Canadian Engineering Competition (CEC) в качестве гостей, и в том же году идея организации подобных соревнований была представлена на обсуждение на Генеральной Ассамблее BEST (BEST General Assembly). Первые локальные инженерные соревнования BEST European Engineering Competition (ВЕЕС) были организованы в 2003 в Эйндховене (Нидерланды), первый национальный раунд был организован в Португалии в 2006 и, наконец, самый первый финал инженерных соревнований был организован в Генте (Бельгия), в 2009 году. В нем принимали участие финалисты, выбранные среди 2300 участников, из 51 университета и 18 стран. Отбор проходил, следуя правилам EBEC пирамиды.

## Структура

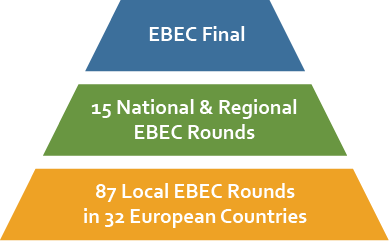
Пирамида EBEC

EBEC состоит из 3 раундов, которые формируют EBEC пирамиду. Она базируется на 84 локальных этапах (Local Rounds), 15 региональных/национальных (National/Regional Rounds), и наконец, 1 финального этапа (EBEC Final). EBEC является одними из самых известных инженерных соревнований в Европе, которые организуются каждый год студентами для около 7000 студентов-участников.

### Local Rounds
Локальные раунды (LRs) организуются в университетах, где представлены локальные BEST группы (Local BEST Groups — LBGs). Команда победителей в каждой из категорий переходит на следующий уровень. В России локальные раунды EBEC проходят: в Москве, в МГТУ им. Н. Э. Баумана., в Санкт-Петербурге, в СПбПУ Петра Великого, и в университетах Екатеринбурга.

### National/Regional Rounds
Региональные/национальные раунды (NRRs) организовываются для страны, либо для мультинационального региона одной локальной группой той страны или региона. В региональном/национальном раунде принимают участие все победители локальных раундов, борясь за выход в финал. В настоящее время проводятся 15 региональных/национальных раундов с более чем 700 студентов-участников.
| National/Regional Rounds                                         | Local Rounds                                                                     |
| EBEC Alpe-Adria                                                  | Erlangen, Graz, Ljubljana, Maribor, Zagreb                                       |
| EBEC Balkan                                                      | Belgrade, Mostar, Nis, Novi Sad, Podgorica, Skopje                               |
| EBEC Baltic                                                      | Ekaterinburg, Ekaterinburg UrFU, Kaunas, Moscow, Riga, Saint Petersburg, Tallinn |
| EBEC Benelux Архивная копия от 26 апреля 2016 на Wayback Machine | Aachen, Brussels, Brussels ULB, Delft, Ghent, Leuven, Liege, Louvain-la-Neuve    |
| EBEC Central                                                     | Prague, Brno, Bratislava, Kosice,Veszprém, Budapest                              |
| EBEC France                                                      | ENSAM, ENSTA ParisTech, Lyon, CentraleSupélec, Paris Polytechnique               |
| EBEC Greece                                                      | Athens, Chania, Patras, Thessaloniki                                             |
| EBEC Italy Архивная копия от 25 июня 2016 на Wayback Machine     | Messina, Milan, Naples, Rome, Rome Tor Vergata, Trento, Turin                    |
| EBEC Nordic                                                      | Copenhagen, Gothenburg, Helsinki, Stockholm, Tampere, Trondheim, Uppsala         |
| EBEC Poland Архивная копия от 19 июня 2016 на Wayback Machine    | Gdansk, Gliwice, Kraków, Lodz, Warsaw, Wroclaw                                   |
| EBEC Portugal Архивная копия от 3 июня 2016 на Wayback Machine   | Almada, Aveiro, Coimbra, Lisbon, Porto                                           |
| EBEC Romania & Republic of Moldova                               | Brasov, Bucharest, Chisinau, Cluj-Napoca, Iasi, Timisoara                        |
| EBEC Spain                                                       | Barcelona, Madrid, Madrid Carlos III, Las Palmas, Valencia, Valladolid           |
| EBEC Turkey                                                      | Ankara, Izmir, Istanbul, Istanbul Yildiz                                         |
| EBEC Ukraine                                                     | Kiev, Lviv, Zaporizhzhya, Vinnytsia                                              |

### EBEC Final
Финальный раунд EBEC — одно из самых значимых мероприятий BEST, организованное одной LBG. Ведущие студенты, представители более чем 80 лучших университетов Европы в течение 10 дней решают различные задачи в международной среде. Во время мероприятия, участники также могут познакомиться с людьми разных культур, проникнуться принимающим городом и также познакомиться с крупными компаниями, которые присутствуют на ярмарке вакансий в последний день соревнований.

## Категории

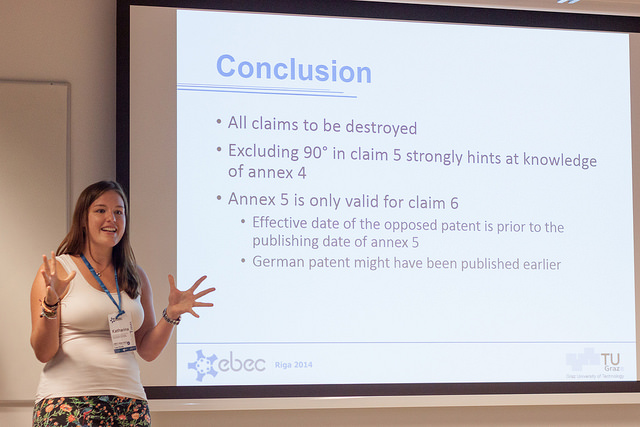
EBEC Case Study

Изначально соревнования, организованные BEST, состояли из различных категорий, таких как дебаты и переговоры, однако, в процессе роста и развития EBEC, сформировалась его финальная форма, которая включает в себя 2 категории: Team Design (командное конструирование) и Case Study (бизнес-кейс).

### Case Study

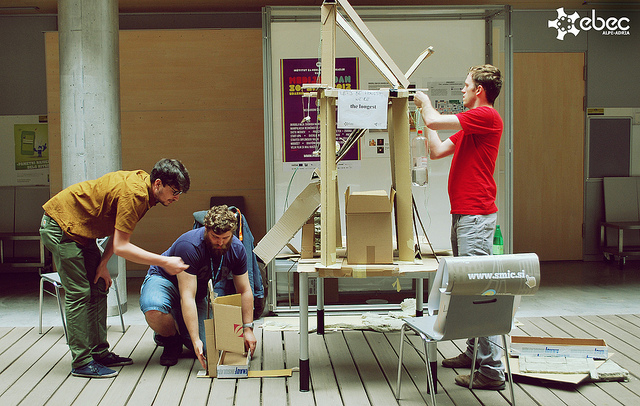
EBEC Team Design

Case Study — теоретическая задача, направленная на решение определенной проблемы, которая предполагает глубокий анализ, исследование, обдумывание и презентацию решения текущей экономической, правовой или социальной проблемы. Для решения поставленной задачи задается определенный предел ресурсов таких, как время и деньги.

### Team Design
Командное конструирование — практическая задача, которая требует разработки, создания и представления модели (прототипа), который соответствует специфическим конструктивным и операционным критериям. Модель должна быть создана за определенное время, путём использования недорогих и ограниченных ресурсов.

## Обзор соревнований
На сегодняшний день EBEC был организован 7 раз. Ниже представлены организаторы соревнований в каждом году.
| EBEC 2009 | Гент, Бельгия — с 1 по 12 августа        |
| EBEC 2010 | Клуж-Напока, Румыния — с 1 по 11 августа |
| EBEC 2011 | Стамбул, Турция — с 1 по 11 августа      |
| EBEC 2012 | Загреб, Хорватия — с 1 по 8 августа      |
| EBEC 2013 | Варшава, Польша — с 1 по 9 августа       |
| EBEC 2014 | Рига, Латвия — с 1 по 9 августа          |
| EBEC 2015 | Порту, Португалия — со 2 по 11 августа   |

### EBEC 2009

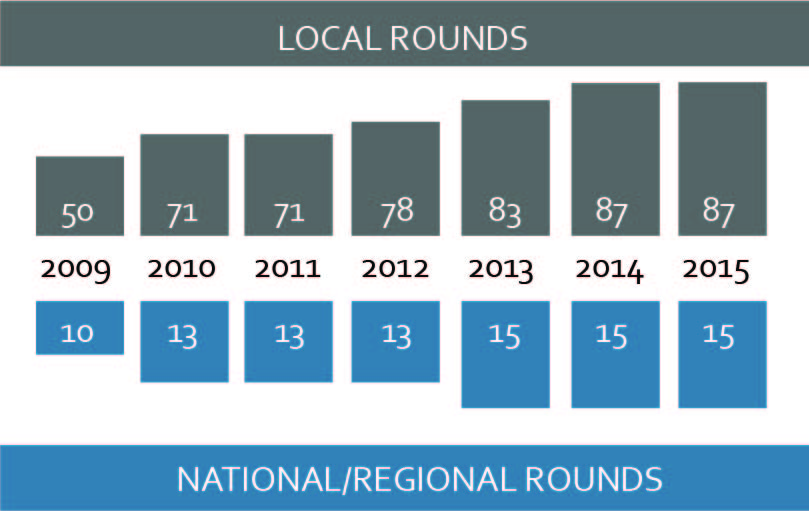

Впервые, EBEC Final был организован в 2009 локальной группой Гент. В нём приняли участие 80 студентов. Общий охват проекта EBEC в том году составил 2300 участников из 51 университета и 18 стран. Партнером мероприятия была компания UNEP, которая предоставила задание для категории Team Design. Также EBEC был признан партнером European Year of Creativity and innovations.

### EBEC 2010
EBEC развивался, и уже в 2010 году в нем приняли участие студенты 71 технического университета Европы. Общее количество участников составило 5000 студентов из 31 страны. Из них 104 финалиста боролись в финале в Клуж-Напоке за звание лучших студентов Европы технических специальностей.

### EBEC 2011
В 3 версию EBEC были вовлечены более 5000 студентов из 79 технических университетов. Из них 104 студента получили шанс встретиться в Стамбуле и побороться за первое место на международном уровне. В организацию EBEC Final были вовлечены более 200 членов BEST.

### EBEC 2012
EBEC Final 2012 был организован в Загребе под патронажем президента Хорватии. Мероприятие состояло из 4 рабочих дней, официальных открытия и закрытия и одного свободного дня, во время которого участники могли познакомиться с городом.

### EBEC 2013
Пятая версия EBEC Final была организована в Варшаве, в которую были вовлечены 83 технических университета Европы, 15 региональных/национальных раундов и более 6500 студентов-участников. Мероприятие было организовано при поддержке Варшавского Технического Университета, и также такими важными институтами, как Министерство Науки и Научный центр высшего образования им. Коперника.

### EBEC 2014
87 локальных раундов, более 6000 участников, 116 финалистов и более 500 организаторов из 32 стран привнесли свой вклад в подготовку и успешное проведение шестого EBEC Final в Риге. 

### EBEC 2015
В 2015 году EBEC Final был организован в Порто. В нем приняли участие максимальное количество студентов на сегодняшнее время (120). Также была задана высокая планка организации мероприятия для последующих годов. 

## Отзывы
EBEC — соревнование, которое проводится по всей Европе. В нём принимают участие тысячи студентов, университеты и международные компании. Но что делает EBEC по-настоящему уникальным, это так называемый «EBEC Spirit»: непередаваемая атмосфера инженерной работы в команде, незаурядность и креативность участников, их знания и стремления превзойти самих себя. Это то, что вдохновляет студентов на участие, на работу и поиски наилучшего решения поставленной задачи. Это то, что привлекает профессоров и экспертов делиться своими знаниями для создания объективного и независимого судейства. Это то, что вызывает желание у компаний поддерживать организацию данного мероприятия снова и снова и предлагать студентам решать существующие технологические проблемы. Это то, почему члены BEST готовы продолжительно и с неимоверным желанием работать, развивая это соревнование. Это то, что объединяет всех этих людей вместе под единой целью «Design the Future. Today» (Создай своё будущее. Сегодня). 

### Награды и номинации
EBEC Final 2015 в Порто, был признан лучшим проектом Португалии по мнению European Charlemagne Youth Prize.

### Патронаж
BEST всегда ищет поддержку со стороны учреждений, которые признают вклад BESTв развитие европейских студентов. НА сегодняшний день, помощь и поддержку в развитие EBEC оказали такие учреждения как: UNESCO, Young in Action, European Society for Engineering Education (SEFI), Institute of Electrical and Electronics Engineers.

### Аккредитация
Примечательно, что EBEC становится признанным университетами как проект высокого уровня, который способствует образованию участников. Университет Порто был первым, кто признал соревнование частью программы образования ETCS, благодаря чему, студенты получили дополнительные кредиты.

## Галерея

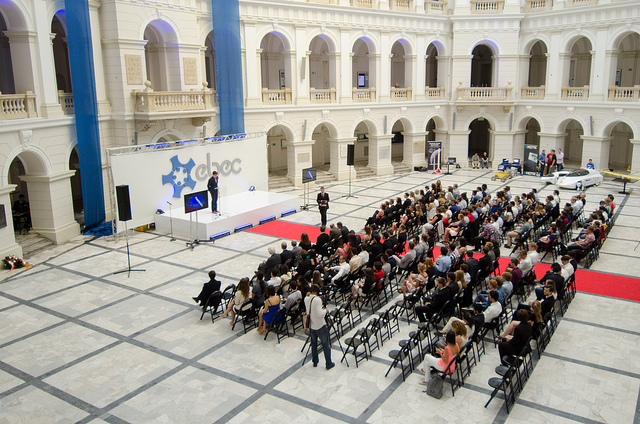
Официальное открытие, Варшава 2013г.
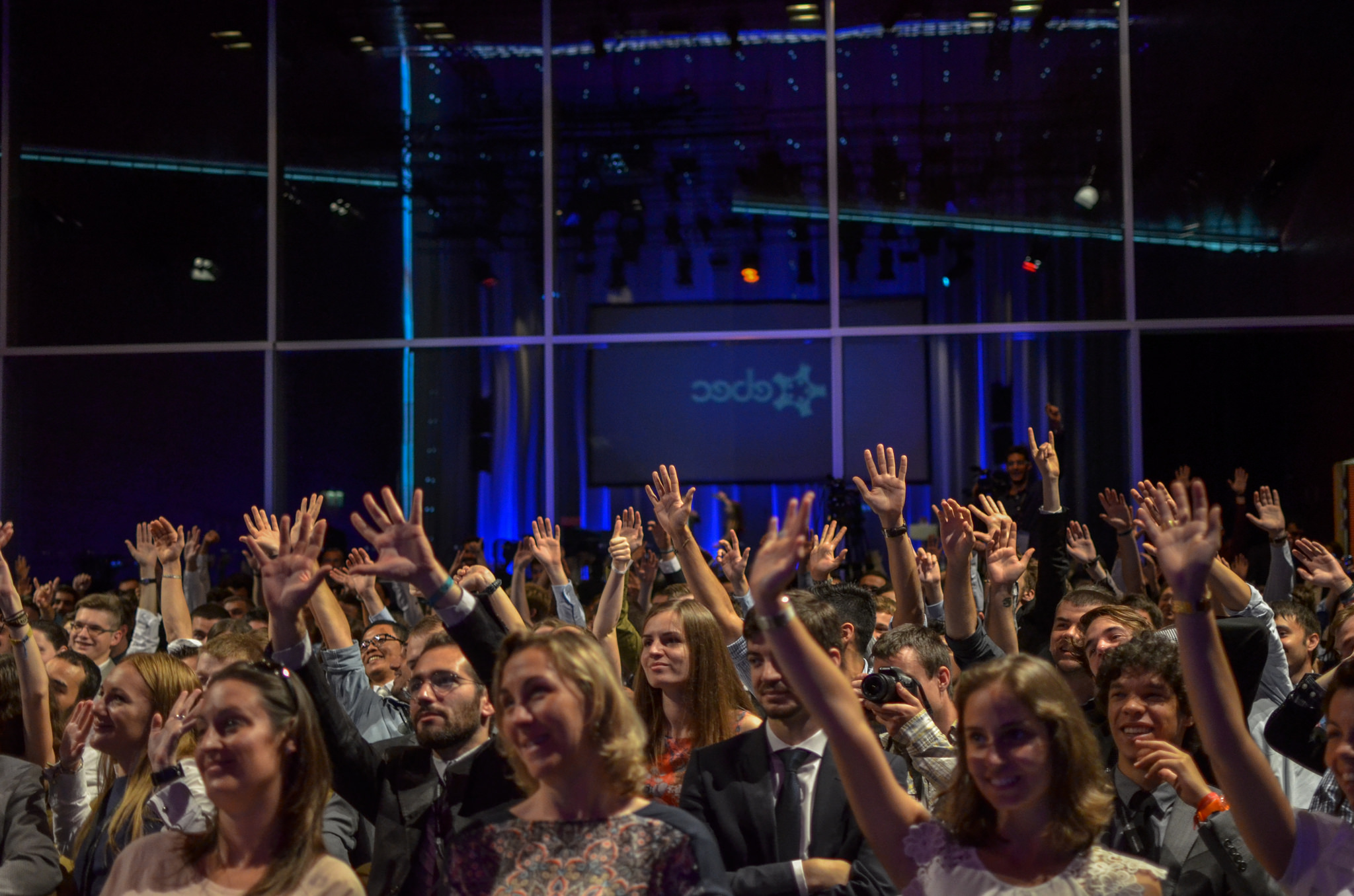
Официальное открытие, Порто 2015г.
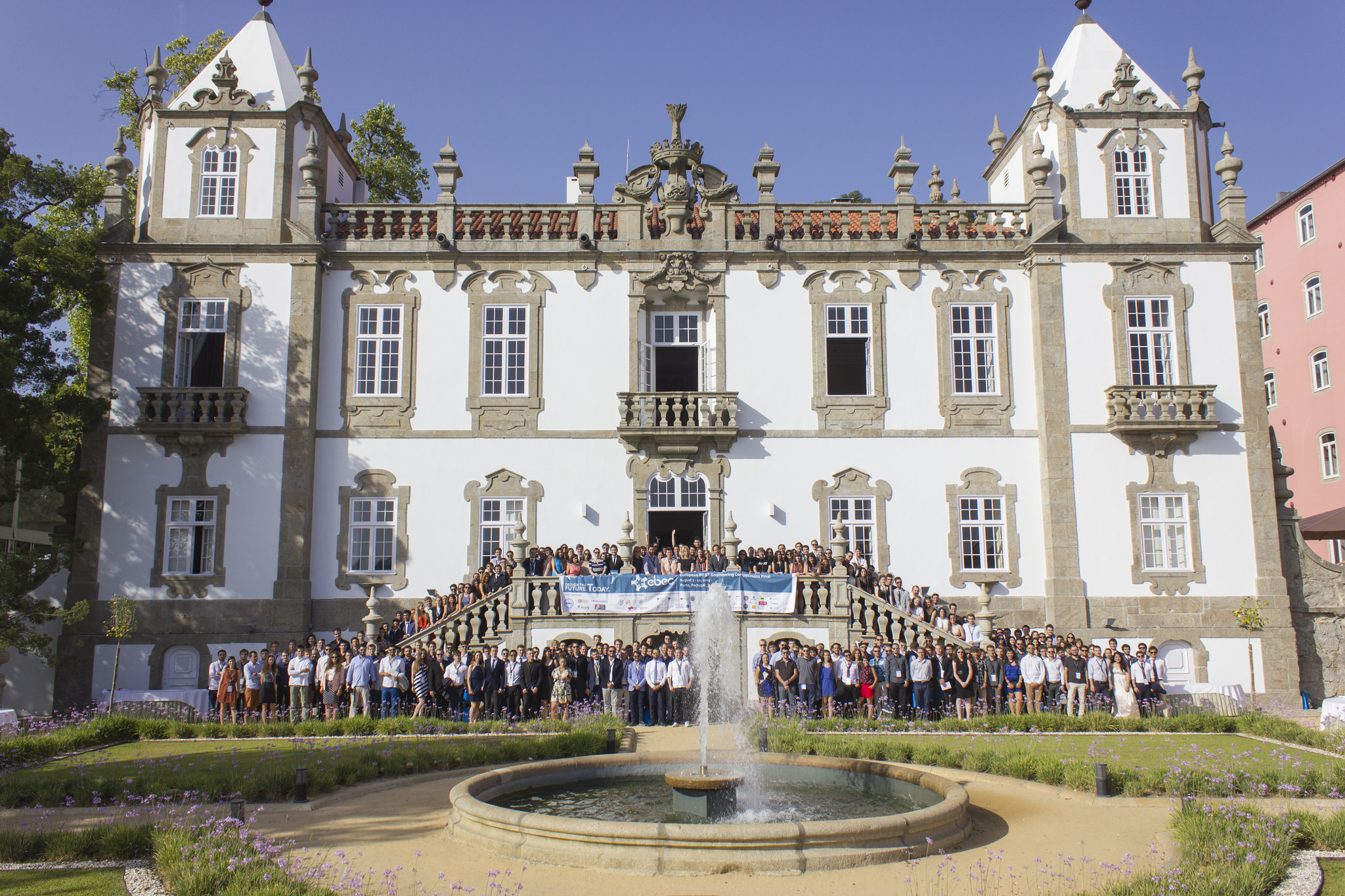
EBEC Porto 2015
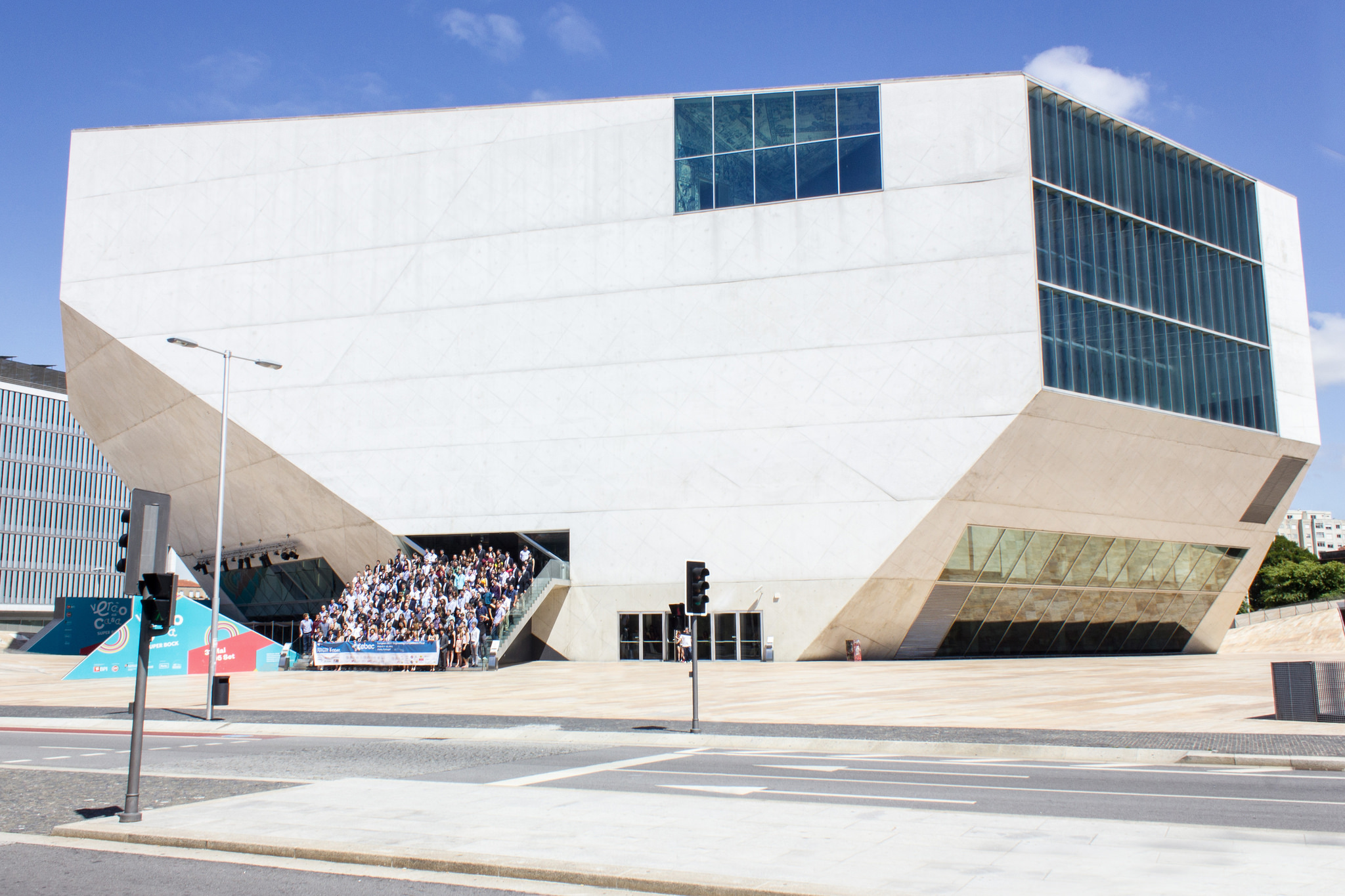
Общее фото EBEC Porto 2015
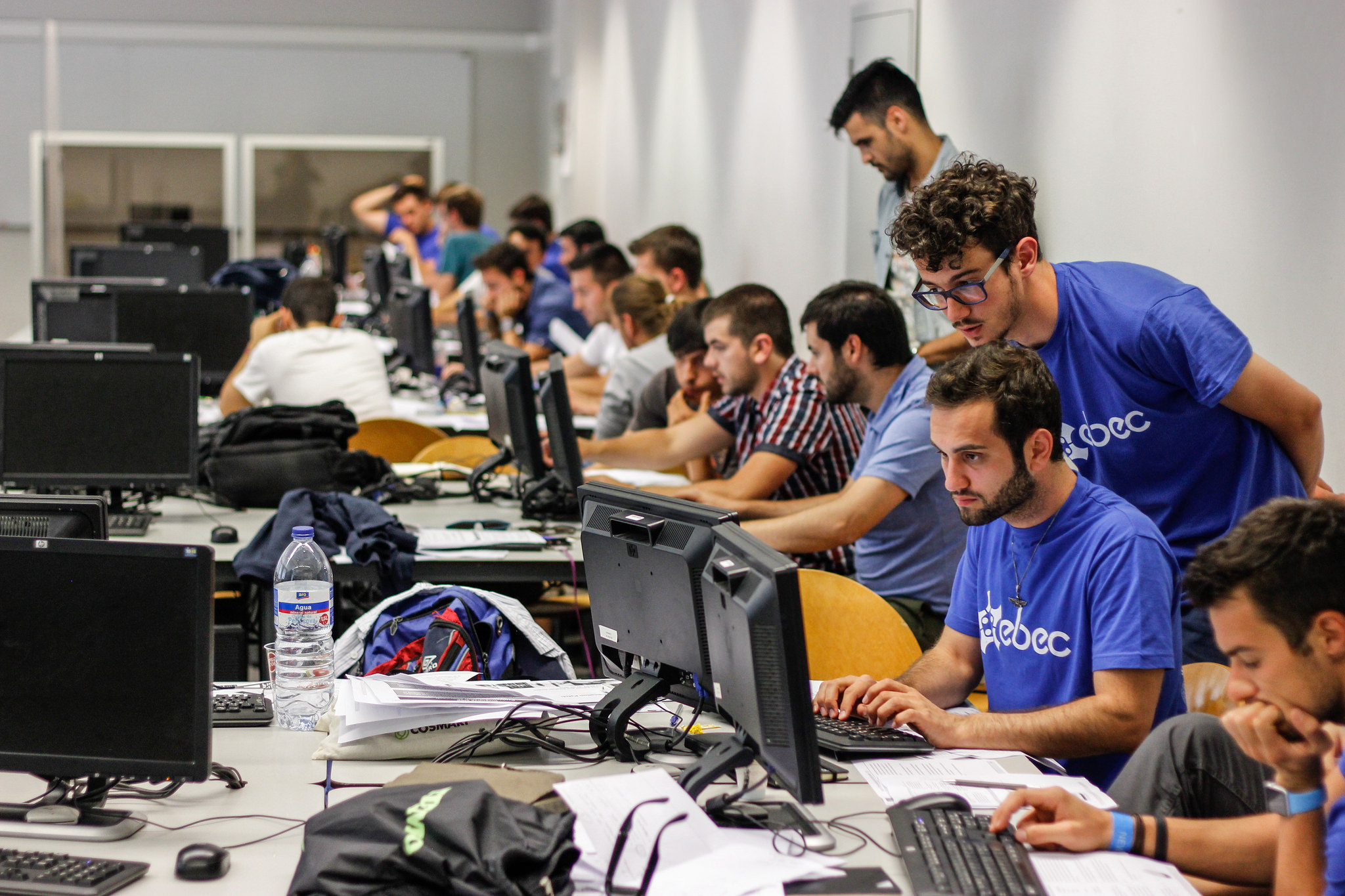
Case Study
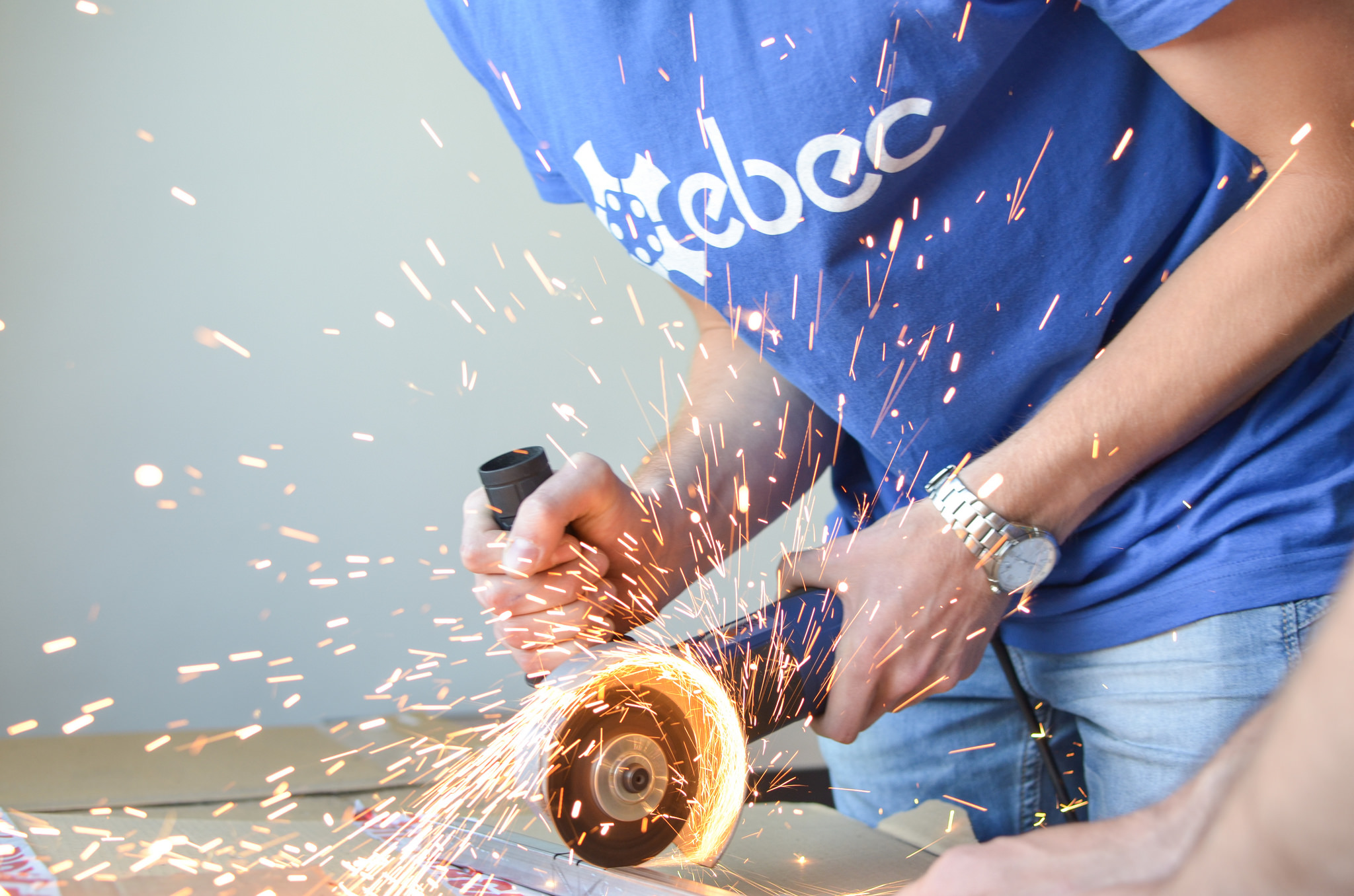
Team Design 1
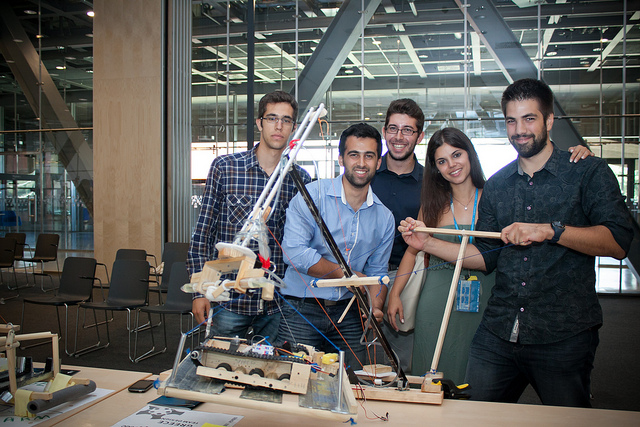
Team Design 2
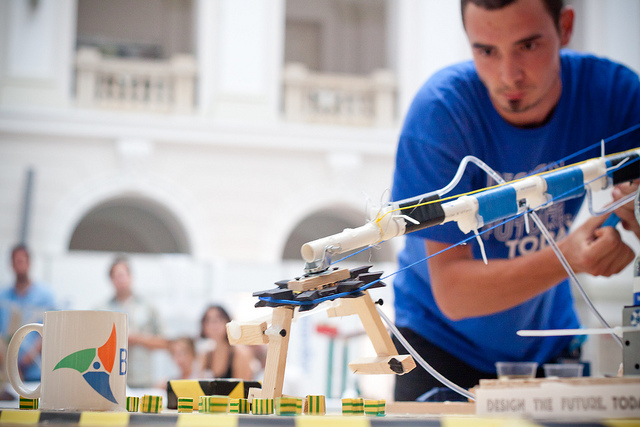
Team Design 3
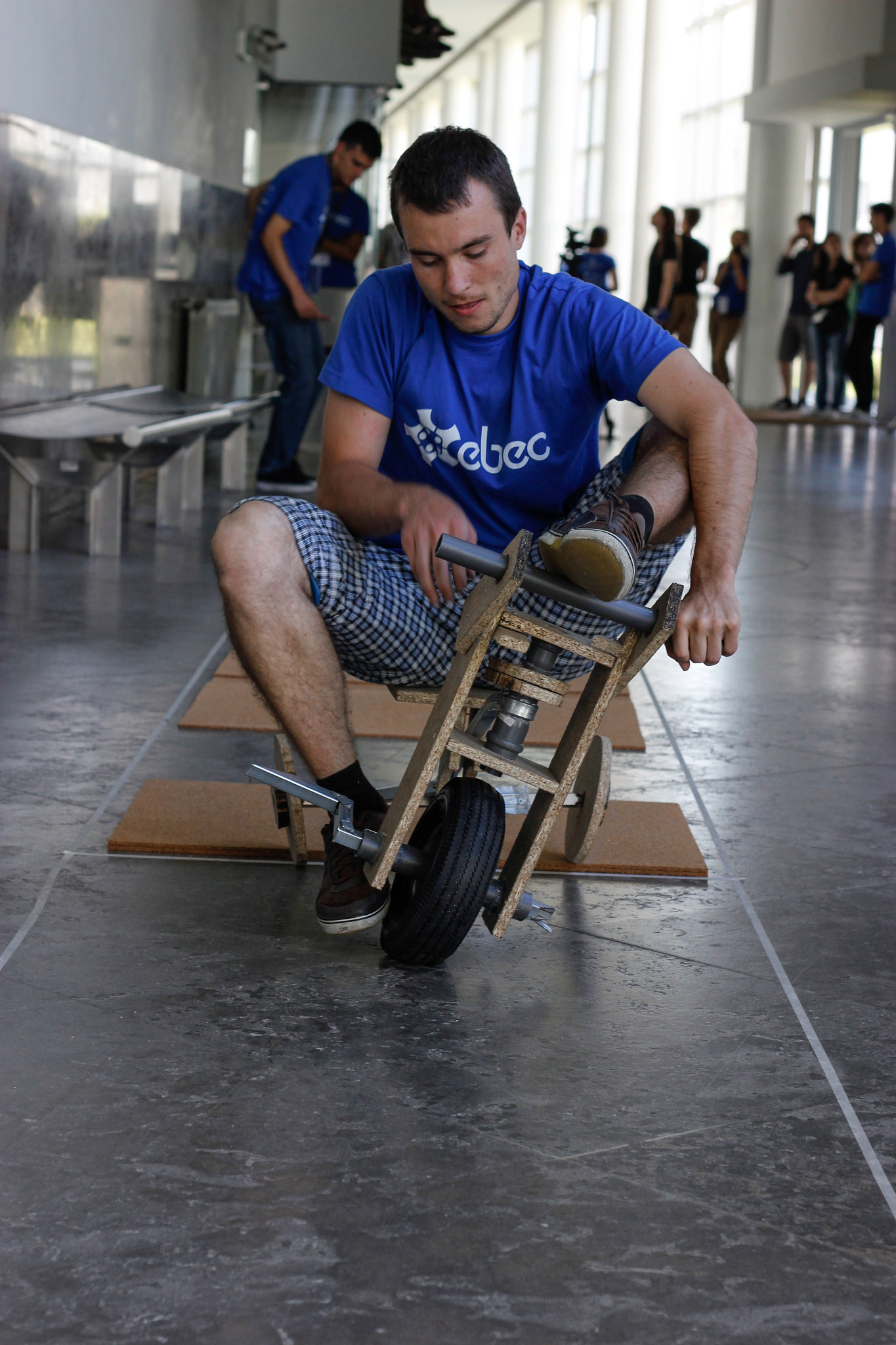
Team Design 4
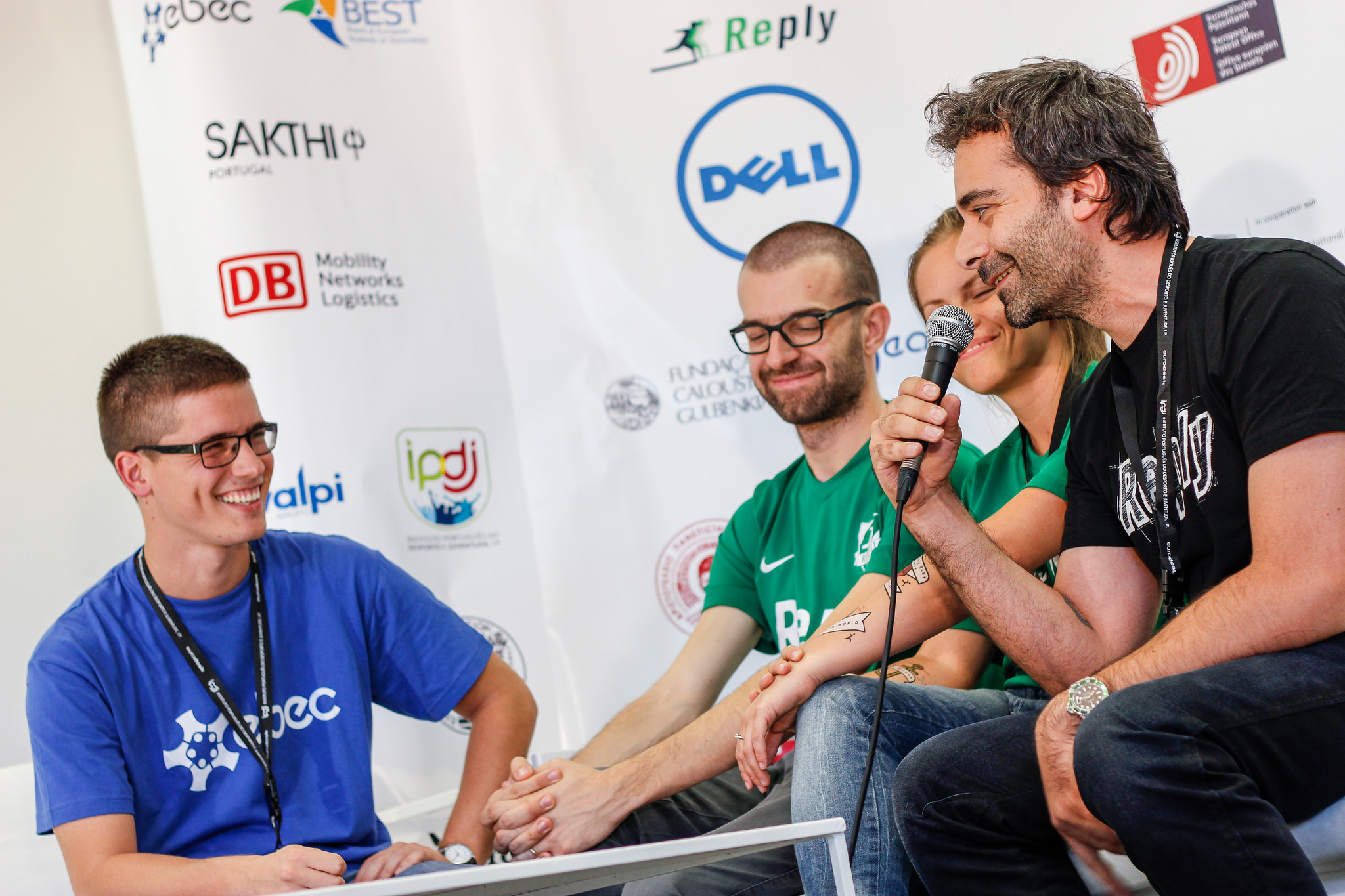
Интервью с представителями компании Reply
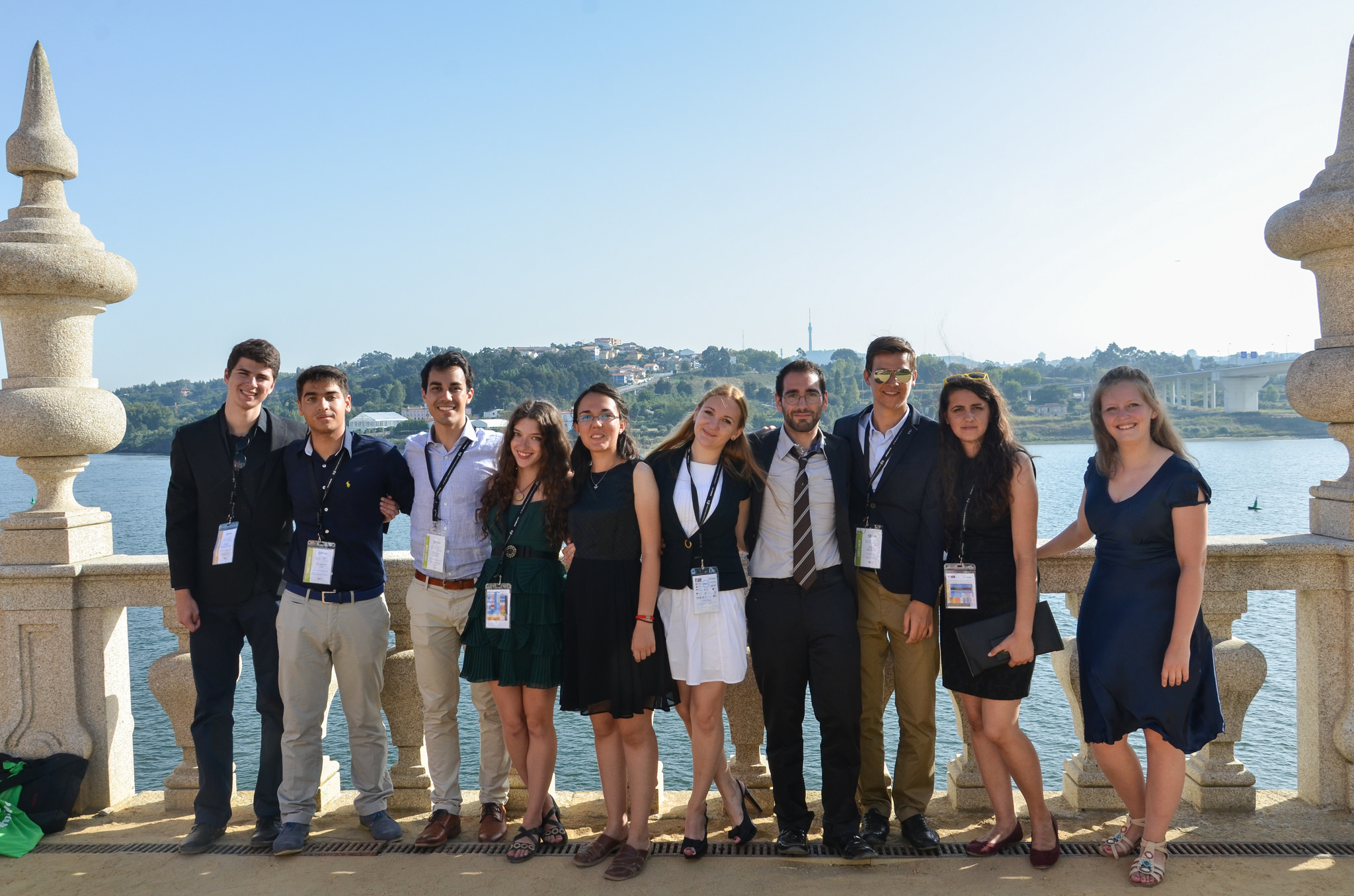
Координаторы национальных/региональных раундов 2015
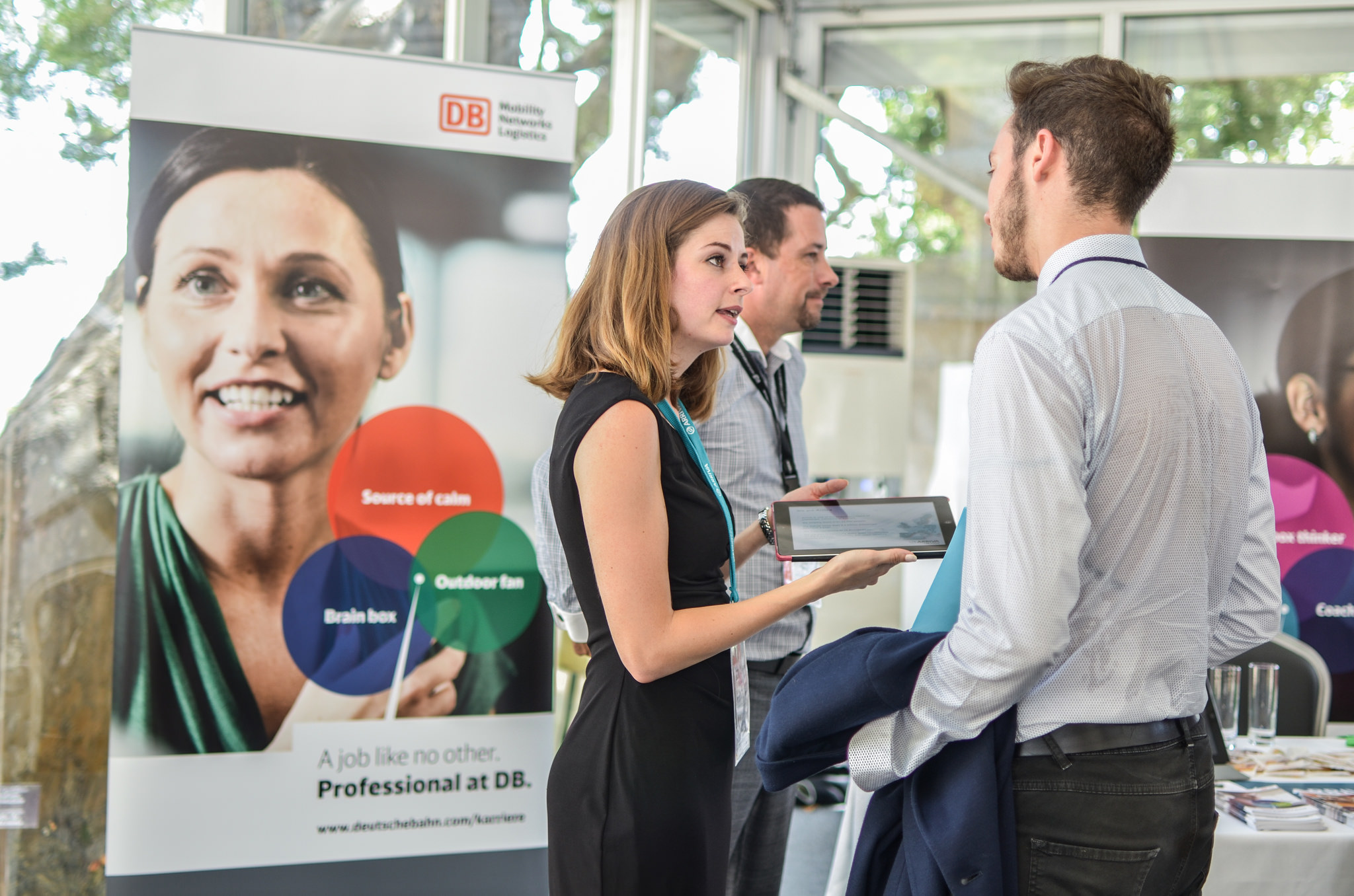
Ярмарка вакансий 2015
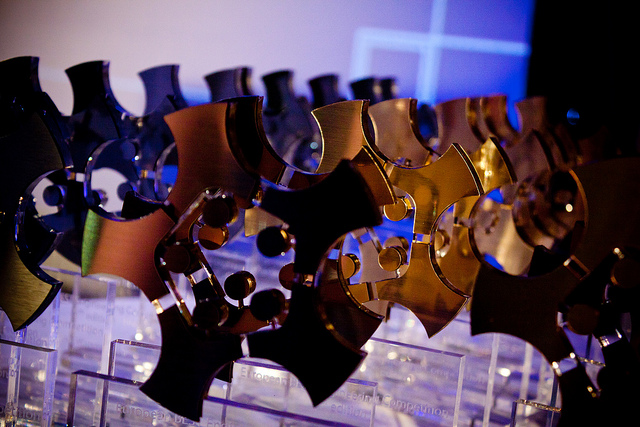
Награды
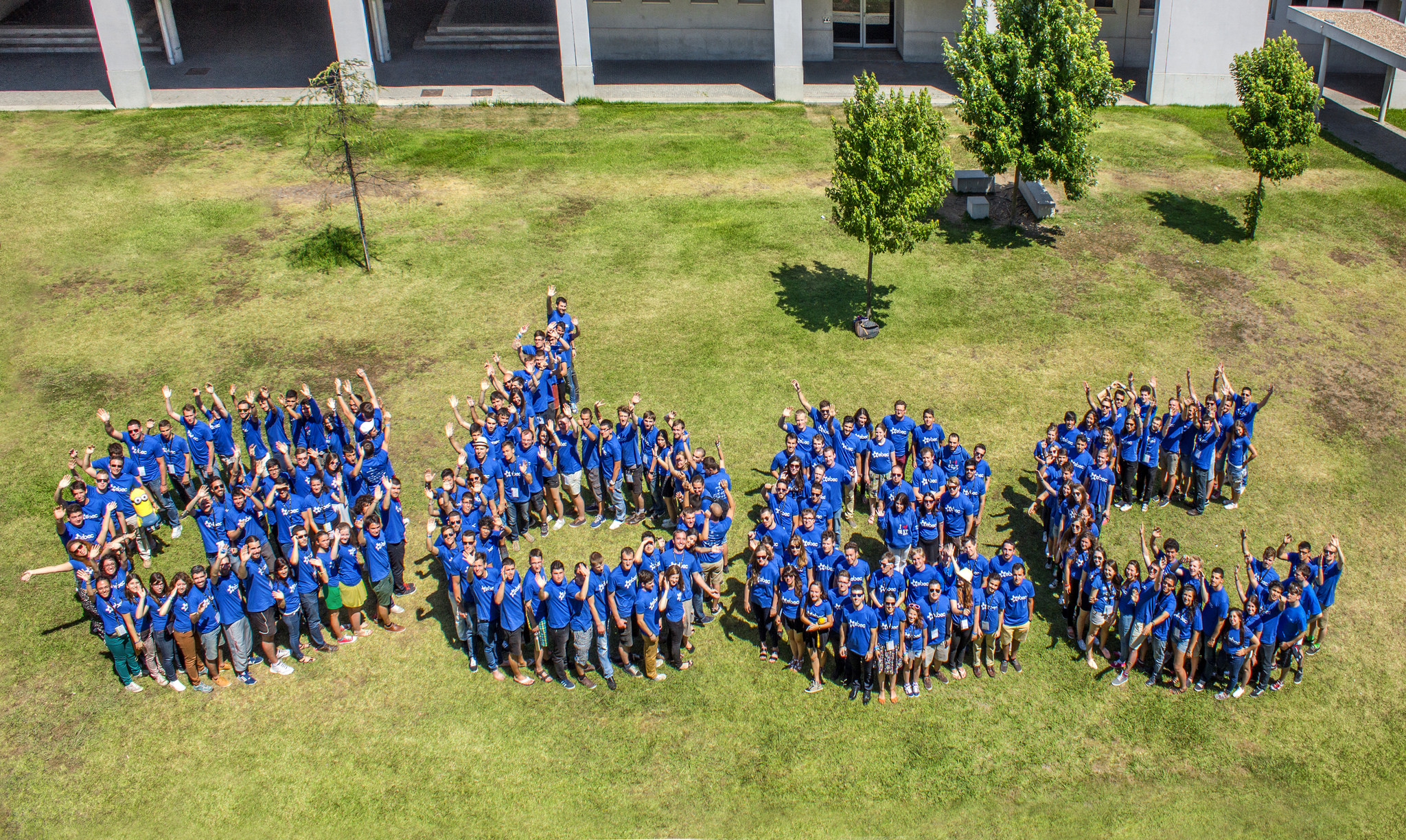
Общее фото